# カール・O・サウアー
カール・オルトヴィン・サウアー(Carl Ortwin Sauer、1889年12月24日 - 1975年7月18日)は、アメリカ合衆国の文化地理学者。ドイツの景観論をアメリカへ導入したことで知られる。

## 人物
カルフォルニア大学バークレー校において、アルフレッド・L・クローバー、ロバート・ローウィら文化人類学者と交流を持ちながら、多くの後進を育てた（バークレー派の呼称がある）。バークレー校には当初ダウエント・ホイットルセーが着任する予定であったが、エレン・センプルに制止されたため、代わりにサウアーが着任することになった。ホイットルセーは自身と同じく歴史的な観点から地理学を研究している先輩研究者のサウアーにライバル心を抱いていたとされる。1940年、アメリカ地理学会（AAG）の第37代会長に就任。1975年には、イギリスの王立地理学会 (RGS) からヴィクトリア・メダルを受賞した。
農業の起源、先史時代の環境と人間、火の利用と植生変化、先住インディアンの集落、文化景観など幅広い人間の環境への働きかけを、起源論や伝播論を背景として研究した。
イベロ・アメリカ研究所を組織し、ラテンアメリカ研究を精力的に行った。

## 主な著作
- "Agricultural Origins And Dispersals"，Bowman Memorial Lectures Series Two, The American geographical Society， New York, 1952
  - 日本語訳書：竹内常行・斎藤晃吉 訳『農業の起原』古今書院、初版：昭和35年11月1日、改版：昭和56年11月10日、184p. ISBN 4-7722-1272-8